# Record (programma televisivo)
Record è stato un programma televisivo italiano d'informazione sportiva, andato in onda su Canale 5 per quattro stagioni dal 24 settembre 1983 al 30 maggio 1987. La trasmissione è stata condotta da Cesare Cadeo nella sua prima edizione (1983-1984) e da Giacomo Crosa nelle successive.

## La trasmissione
Nato dall'evoluzione del programma sportivo Goal, in onda su Canale 5 dal 1981 al 1983 e sempre condotto da Cesare Cadeo, nella sua prima edizione aveva come unico argomento il calcio e le notizie relative esclusivamente a questa disciplina, sia a livello nazionale che su scala europea, commentate dal conduttore insieme a Rino Tommasi, Dan Peterson e Giuseppe Albertini, componenti del cast fisso della trasmissione. Opinionista dell'edizione era l'ex allenatore della Nazionale italiana di calcio, vincitrice del Mondiali di calcio 1982, Enzo Bearzot.
A partire dalla seconda edizione, la trasmissione fu condotta da Giacomo Crosa e si ampliò fino a trattare anche le notizie relative a sport diversi dal calcio, tra i quali le discipline invernali, curate da Mario Cotelli e seguite sul campo dagli inviati Rolly Marchi e Patrick Lange. Nella seconda edizione della trasmissione figurava nel cast, con il ruolo di valletta, Paola Perego, mentre tra il 1985 e il 1987 hanno avuto un ruolo fisso nella trasmissione Roberto Bettega e Franco Ligas. Nell'ambito della trasmissione venivano spesso ospitati i protagonisti internazionali delle diverse discipline sportive.
Nel 2006 è stata realizzata una trasmissione omonima, trasmessa da Rete 4 in prima serata e condotta ancora una volta da Crosa, che tuttavia non aveva nulla a che fare con il programma originale; la nuova versione, infatti, era incentrata sul racconto dei principali fatti legati al Campionato mondiale di calcio, nelle diverse edizioni che si sono susseguite dal 1930 in poi.

### Collocazione in palinsesto
La collocazione principale della trasmissione all'interno del palinsesto di Canale 5 era quella del sabato pomeriggio alle 17, in seguito posticipato alle 18. Non mancarono tuttavia delle versioni in prima serata, denominate Super Record, e degli speciali trasmessi sempre il sabato pomeriggio (Super Record Sport), condotti da Cadeo insieme ad una esordiente Alba Parietti.